# 丑三つの村
『丑三つの村』（うしみつのむら）は西村望のノンフィクション小説、及びそれを原作としたサスペンス映画。
1938年、岡山県苫田郡西加茂村で発生した津山三十人殺しを題材にしている。

## ストーリー
戦時下の岡山の寒村。祖母と二人で暮らす青年・犬丸継男（いぬまるつぎお）は、村一番の秀才として名高い。ある日、村の風習である夜這いを知り、彼もこれに溺れるようになる。
徴兵検査を受けた継男は、当時の医学では不治の伝染病として忌み嫌われていた結核と診断され、「名誉の出兵」が叶わなくなる。このことが村人達に知れ渡り、女たちも彼を役立たずと馬鹿にするようになる。
村八分のような状況となった彼から恋人のやすよも離れ、次第に追い詰められた彼は村人達に対して、復讐を決行する。

## 刊行情報
1981年7月、毎日新聞社よりハードカバー単行本発売。1984年9月、徳間書店より文庫化。どちらも現在は絶版。

## 映画
1983年1月15日、松竹富士の配給により洋画系劇場にて公開された。当時、映倫が「全編が非道で残虐的」と判断したため、R-18（成人映画）に指定された。欧米ではタイトルを『Village of doom』に変更して公開された。
後にVHSビデオソフト（松竹ホームビデオ）が成人指定で発売されていたが、一旦廃版。その後2009年2月25日に松竹ホームビデオからDVDソフトが初リリースされた。初収録の特報付きで、DVD版はセルおよびレンタル用ともにR-15指定となっている。
また2015年2月4日には同社からブルーレイソフトも発売された。パッケージはDVD版のオリジナルジャケットではなく、公開当時のポスターを元にした仕様に変更されている。

### キャスト

#### 主要人物
犬丸継男
演 - 古尾谷雅人
あだ名は「継やん」。住んでいる日暮谷では、周りから秀才で真面目な好青年として評判で、はんにとって自慢の孫。作中では師範学校に入るための検定試験の受験勉強をしている。ただし、本人は勉強して教師になるよりも兵隊になってお国のために戦うことこそが男として一番大事と強く感じている。冒頭から咳をしており、後に肺結核にかかっていることが発覚。
はん
演 - 原泉
継男の祖母。周りから「おばやん」と呼ばれている。子供夫婦を亡くしており、継男と細々と二人で暮らしている。継男とはお互いに相手を一人残して暮らせない大事な存在と思っている。年もそれなりに大きくなったものの、継男のことを目に入れても痛くないほどかわいがっている。
やすよ
演 - 田中美佐子
継男の幼馴染。普段は山などで鎌とかごを持って仕事している。継男とは、いとこぐらいの血縁関係とのこと。継男のことを慕っていて、手作りのひもと共に自身の思いを告げる。しかし、その後継男とは別の男との婚姻が決まる。

#### 日暮谷に住む女とその家族
赤木ミオコ
演 - 五月みどり
作中では、はんに何度か金を借りに家まで行っている。自身は子供を何人も産んで年も重ねてきており、若い人の肌を羨んでいる。
赤木中次
演 - 石橋蓮司
ミオコの夫。5人ぐらいの子供がいることもあり、生活のため単身で出稼ぎに行っている。後に帰ってきて、ミオコと夜這いをした継男と殴り合いのケンカをする。
千坂えり子
演 - 池波志乃
夫が兵隊に取られているため現在は一人で過ごしている。独り寝の寂しさを紛らわせるため、継男に色仕掛けで迫る。
千坂多四郎
演 - 団巌
えり子の夫。作中では既に兵隊として戦地に行っている。えり子によると補充兵として馬の世話ばかりさせられているとのこと。
竹中和子
演 - 大場久美子
ある時、継男が道端で咳で倒れこんだ時に優しく手ぬぐいを貸してあげた。しかしその時は継男の詳しい病気のことを知らなかったためで、後に態度を一変させる。
竹中常代
演 - 中島葵
和子の母。和子が好意を寄せていると勘違いした継男が、暗闇の中夜這いをかけて和子と自身を間違えて騒動になる。

#### 日暮谷に住む男たち
赤木勇造
演 - 夏木勲
村の実力者で男達の代表者。男達に指示して、村で悪さをしている人間がいないか夜中に見回らせているが、自身はその間に人妻と夜這いするなどしたたかな性格。
小堀八一
演 - 水島涼太
ミオコの弟。村の青年として勇造の命令で他の男たちと共に村を取り締まっている。普段は威勢がよく強気な態度を見せるがいざとなると嫁や子供を盾に逃げようとする小心者。
史明
演 - 浅見小四郎
村の若い衆。元々は他所から移り住んできた。他の若者と3人で日常的に好き放題やっており、村の風紀を乱すため勇造たちから目をつけられている。洋装にソフト帽を被り、上着に着物を身に着けている。継男が常代に間違えて夜這いを仕掛けた夜に、村の男達によって撲殺される。
葉村文明
演 - 南城竜也
村の若い衆。やすよと結婚が決まりかけたがほどなくして別れた。

#### その他日暮谷の住人
中山哲夫
演 - 新井康弘
継男より1つ年上で幼馴染。継男とは小学校の頃に世話をしたとのことで仲がいい。詳しい職業は不明(本人曰く「人様に言える仕事ではない」)だが列車で村と外を行き来している。作中ではスーツにハンチング帽やソフト帽などの帽子を身に着けている。
外村ことみ（隣家のおばちゃん）
演 - 石井富子
継男の隣の家に住んでいる。英子（演 - 斉藤林子）とまもるという子供がいる。
司嘉子（世話好きのおばさん）
演 - 絵沢萌子
はんの知り合いのおばさん。村の独身の若者に見合い相手を探して、縁談にこぎつける。継男ぐらいの息子・太一（演 - 堀礼文）と暮らしている。
赤木巌
演 - ビートきよし
冒頭で軍隊に入隊する出征兵士。村の人たちに見送られて列車で故郷を後にした。

#### 刑事・医者関係
本庄病院の医者
演 - 三夏伸
村にある小さな病院で診察している。継男からやぶ医者と言われている。来診した継男に肺の病気だが3ヶ月養生していれば治ると診断した。
徴兵検査の軍医
演 - 浜田晃
継男を検査した結果肺結核と診断すると、再検査を求められたためプライドを傷つけられ立腹する。
赤松巡査（村の駐在）
演 - 山谷初男
村で自殺者が出たため、調べに来た。後に刑事たちが継男の家を調べに来た時に継男に気遣いの言葉をかける。巡査だが頭ごなしに取り調べたりせず優しい人柄。
刑事
演 - 住吉博（現・住吉正博）
継男が山で猟銃を撃っていたことを村の者から聞きつけ、家に押しかけて猟銃などを押収した。

### スタッフ
- 監督 - 田中登
- 製作 - 奥山和由
- 脚本 - 西岡琢也
- 撮影 - 丸山恵司
- SFX - トビー門口
- 音楽 - 笹路正徳
- 美術 - 猪俣邦弘
- 編集 - 後藤健二
- 録音 - 山本忠彦
- スチル - 赤井博且
- 助監督 - 満友敬司、藤澤龍一
- 照明 - 野田正博
- 製作 - 松竹映像、松竹富士

## エピソード
女優陣の大胆な演技が話題となった。
撮影された村のオープンセットは、1977年版「八つ墓村」で山崎努が演じた30人殺しの場面でも使用されていた。